# 井坪城墙
井坪城墙，位于中国山西省朔州市平鲁区井坪镇。井坪城墙现存东、西、北三面，南面无存。

## 历史
明成化二十一年（1481年），设井坪守御千户所城，余子俊主持修建井坪城。隆庆六年，续建南城。
1951年，平鲁县政府由平鲁旧城迁至井坪城内。2008年至2009年，修缮西段城墙。

## 形制
井坪城墙周长2500米，高12米。